# 五里乡 (鹤峰县)
五里乡，是中华人民共和国湖北省恩施土家族苗族自治州鹤峰县下辖的一个乡镇级行政单位。

## 行政区划
五里乡下辖以下地区：
青山村、金钟村、瓦屋村、紫荆村、五里村、杨柳村、南村、水泉村、十字村、寻梅村、雉鸡村、陈家村、潼泉村、湄坪村、红鱼村、下六峰村、上六峰村、三路口村、中坪村、后坪村和柏榔村。

## 中国传统村落
2012年，五里村被评为首批“中国传统村落”。